# 1094
1094 (MXCIV) var ett normalår som började en söndag i den julianska kalendern.

## Händelser

### Maj
- Maj
  - Den skotske kungen Donald III blir avsatt av sin brorson Duncan II, som utropar sig till ny kung av Skottland. Denne dör dock efter ett halvår, varvid Donald III kan återta tronen.
  - Belägringen av Valencia avslutas.

### November
- 12 november – Efter endast ett halvår på tronen blir den skotske kungen Duncan II mördad på sin farbror Donald III:s order. Donald kan därmed återta tronen, som Duncan avsatte honom från i maj. Tre år senare avsätts Donald dock på nytt som kung av Skottland av sin brorson Edgar.

### Okänt datum
- När Håkan Magnusson Toresfostre dör kan hans motståndare i kampen om den norska kungamakten Magnus Barfot utropa sig till kung över hela Norge.
- Staden Zagreb i Kroatien omnämns för första gången, då den blir stiftsstad.

## Födda
- S:t Malachy, ärkebiskop av Armagh på Irland.
- Abd-ul-mumin, sultan av Marocko.

## Avlidna
- 12 november – Duncan II, kung av Skottland sedan maj detta år.
- Abu Abdullah al-Bakri, andalusisk geograf och historiker.
- Håkon Magnusson, kung av Norge sedan 1093.
- Turkan Khatun, drottningregent av seldjukernas rike.